# Lustaság
A lustaság a tenni akarás hiánya. A katolikus hitben egyike a hét főbűnnek.  
Leonard Carmichael szerint a "lustaság kifejezés nem jelenik meg a legtöbb pszichológiáról szóló könyv tartalomjegyzékében". Egy 1931-es kutatás szerint a középiskolás diákok a lustaságnak tanúsítják a teljesítményüket; míg a tanárok a "képesség hiányát" nevezték meg ennek okának. Maga a lustaság a második helyre került.
A lustaság az önbizalom hiányából, a mások általi pozitív megítélésből vagy egy adott tevékenység iránti érdeklődés hiányából származik. A lustaság a halogatás vagy a vacillálás formájában valósul meg.
Thomas Goetz és John Eastwood kimutatták, hogy az elkerülhető állapotok, mint a lustaság, meg is tudják változtatni az embert. Ugyanakkor az ember el is fárad, ha szünet nélkül folytat egy tevékenységet, és az idegrendszerre is kihathat.
A lustaság továbbá közömbössé teheti az embert olyan érzelmekkel/állapotokkal szemben, mint a düh, az idegesség vagy a depresszió.